# Wörlitz park
Wörlitz park i Wörlitz i den tyske delstat Sachsen-Anhalt er en del af Dessau-Wörlitzer Gartenreich. Den blev anlagt i anden halvdel af 1700-tallet under fyrst Leopold 3. af Anhalt-Dessau (1740-1817). Parken er en del af netværket Gartenträume Sachsen-Anhalt.

## Historie
Parken blev anlagt i oplysningstiden mellem 1769 og 1773 og udvidet frem til 1813. Den regnes som en af de første og er blandt de største tyske landskabsparker efter engelsk forbillede. Fyrstens mål med parkanlæggene var at vise, at herskeren har en dannelses- eller opdragelsesopgave over for sine undersåtter, at mennesket er tilværelsens midtpunkt, og at skønhed bør have en praktisk nytteværdi. Dannelsesopgaven omfattede blandt andet arkitektur, landskabsarkitektur og landbrug.
Parken var med alle bygninger og slottet offentlig tilgængelig allerede ved etableringen. To undtagelser var Graue Haus (det grå hus) og Roseninsel (Rosenøen), som skulle være steder hvor hans kone, fyrstinde og senere hertuginde Luise af Brandenburg-Schwedt kunne trække sig tilbage.
Parken er anlagt ved en sidegren til Elben. Den omfatter 1125 dekar og grænser op til byen Wörlitz.
Bygningerne i parken er hovedsagelig opført af arkitekt Friedrich Wilhelm von Erdmannsdorff (1736–1800). Slottet er det første i klassicistisk stil i Tyskland. Parken er tegnet af hofgartner Johann Friedrich Eyserbeck.
Anlægget er godt vedligeholdt og blev i 2000 som en del af Dessau-Wörlitzer Gartenreich opført på UNESCOs liste over verdens kulturarv.